# 酒井美佳
酒井 美佳（さかい みか、1975年3月7日 - ）は、日本の女子プロボウラー。JPBA25期生、ライセンスNo.268。
永久A級ライセンス所持者。用品契約と所属先については現在フリー。
スポンサーはＭＫグループ、ファイテン、(株)ＳＳＩ。
大阪府出身。身長:165cm。血液型:O型。右投げ。
父の酒井武雄もプロボウラー。妹の酒井玲佳もプロボウラーであったがプロライセンス返上済。

## 略歴
小学校の子供会で初めてボウリングをしたが、興味は無くその後もあまりすることはなかった。
中学2年生の時、父親（酒井武雄）が初めて全日本選手権で優勝したのを見て感激したのをきっかけにボウリングを始める。
高校時代は、毎日ボウリング場に通い練習に明け暮れ、父親も試合のない日はつきっきりで指導した。16歳の時にプロテストを受けるが不合格。翌1992年、2度目の挑戦で当時の最年少記録（高校三年生の17歳）で25期生として合格。また、初めての親子プロボウラー誕生で一躍注目を浴びた。
2002年に、父親とペアで全日本ミックスダブルスに史上初の親子優勝をかざり、東海女子オープンではシングルス初優勝を成し遂げる。
現在はビジュアル系のプロボウラーとしてテレビや雑誌など幅広く活動。2006年から始まった『ボウリング革命 P★League』（BS日テレ 他）には第1戦から出場しており、キャッチフレーズは“レーンのスーパーモデル”。第58戦でPリーグの開幕メンバーの名和秋と仲良しの後輩で当時同じグランドボウル所属の小泉奈津美と決勝戦で対戦し、8回目の決勝進出で悲願の初優勝を飾った。

## 主な戦績
2002年
全日本ミックスダブルス 優勝
東海女子オープン 優勝
第34回全日本選手権 3位
2003年
イーグルクラシック 2位
2005年
DHCレディースオープンボウリングツアー第1戦 優勝
2006年
宮崎プロアマオープン 3位
JLBCプリンスカップ 2位
2007年
六甲クィーンズオープントーナメント 8位
2009年
DHCレディースオープンボウリングツアー第1戦 8位
2012年
ROUND1Cup Ladies 2012 8位
2013年
全日本ミックスダブルス 優勝
2016年
中日杯2016東海オープン 5位

### Pリーグでの成績（3位以上）
- 第7戦,第38戦,第43戦,第55戦,第103戦…3位
- 第11戦,第26戦,第34戦[1]…2位
- 第58戦…優勝

Ｐリーグ通算1勝

### その他
- 公認パーフェクト 1回
- 優勝2回

## 出演

### テレビ
- 趣味悠々・レッツ!ファミリーボウリング NHK教育）- アシスタント
- 炎の体育会TV (2012年、TBSテレビ)
- 日本列島ボウリング頂上決戦 (2012年12月、フジテレビ)
- くりぃむナンチャラ (2014年10月4日、テレビ朝日)

### ラジオ
- 酒井美佳のDO!STRIKE!（山陽放送ほか）[2]

## 作品

### DVD
- パーフェクト・ゲーム（2014年、イーネット・フロンティア）ASIN B00JPVPI84